# Taboada (Ferrol)
Taboada es un lugar de la parroquia de Mandiá, municipio de Ferrol, comarca de Ferrol, provincia de La Coruña, España.
- Datos: Q12400870